# Роберт Голоб
Роберт Голоб (словен. Robert Golob; Шемпетер при Горици; 23. јануар 1967) словеначки је предузетник и политичар. Од 2022. године обавља функцију премијера Словеније.

## Детињство, младост и образовање
Голоб је докторирао електротехнику на Универзитету у Љубљани 1994. године. Након студија, био је постдокторски Фулбрајт стипендиста на Технолошком институту Џорџије у Атланти.

## Пословна каријера
Године 2004. Голоб је био суоснивач предузећа GEN-Iза трговину енергијом GEN-I, где је остао председник до 2021. године.

## Политичка каријера
Од маја 1999. до јуна 2000. Голоб је био државни секретар у Министарству економије. Године 2002. изабран је за члана Градског већа Нове Горице, док је на тој функцији и дан данас. Голоб је до 2013. године био члан странке Позитивна Словенија коју је основао градоначелник Љубљане, Зоран Јанковић. Потом је прешао у СаАБ Аленке Братушек, председнице Владе Словеније од 2013. до 2014. године, а био је и један од потпредседника странке.
Након што је смењен са места председника GEN-I 2021. године, Голоб је одлучио да преузме активну улогу у политици. У јануару 2022. године кандидовао се за председника ванпарламентарне зелене странке З. Деј, док је након избора преименовао странку у Покрет Слобода. Странка је учествовала на парламентарним изборима у Словенији 2022. године и освојила је највише гласова и посланичких мандата од било које странке.
Априла 2022. и потом јануара 2023. у јавност су доспеле информације да је кампања Аљбина Куртија финансирана новцем сумњивог порекла из Словеније, што је Курти негирао као и садашњи премијер Словеније Голоб који јр повезан са афером.